# Snowboard al IX Festival olimpico invernale della gioventù europea
Le gare di snowboard al IX Festival olimpico invernale della gioventù europea si sono svolte dal 16 al 20 febbraio 2009 a Szczyrk, in Polonia.
Sono state disputate due gare maschili, due gare femminili, per un totale di 4 gare.

## Podi

### Ragazzi
| Evento           | Oro              | Argento      | Bronzo       |
| Snowboard cross  | Nikita Kovalenko | Martin Noerl | Max Widnig   |
| Slalom parallelo | Julian Lueftner  | Max Widnig   | Silvan Flepp |

### Ragazze
| Evento           | Oro                | Argento            | Bronzo       |
| Snowboard cross  | Sabine Schoeffmann | Julia Hennecke     | Maeva Martin |
| Slalom parallelo | Julie Zogg         | Sabine Schoeffmann | Ladina Jenny |